# Lyndon Baines Johnson Boyhood Home

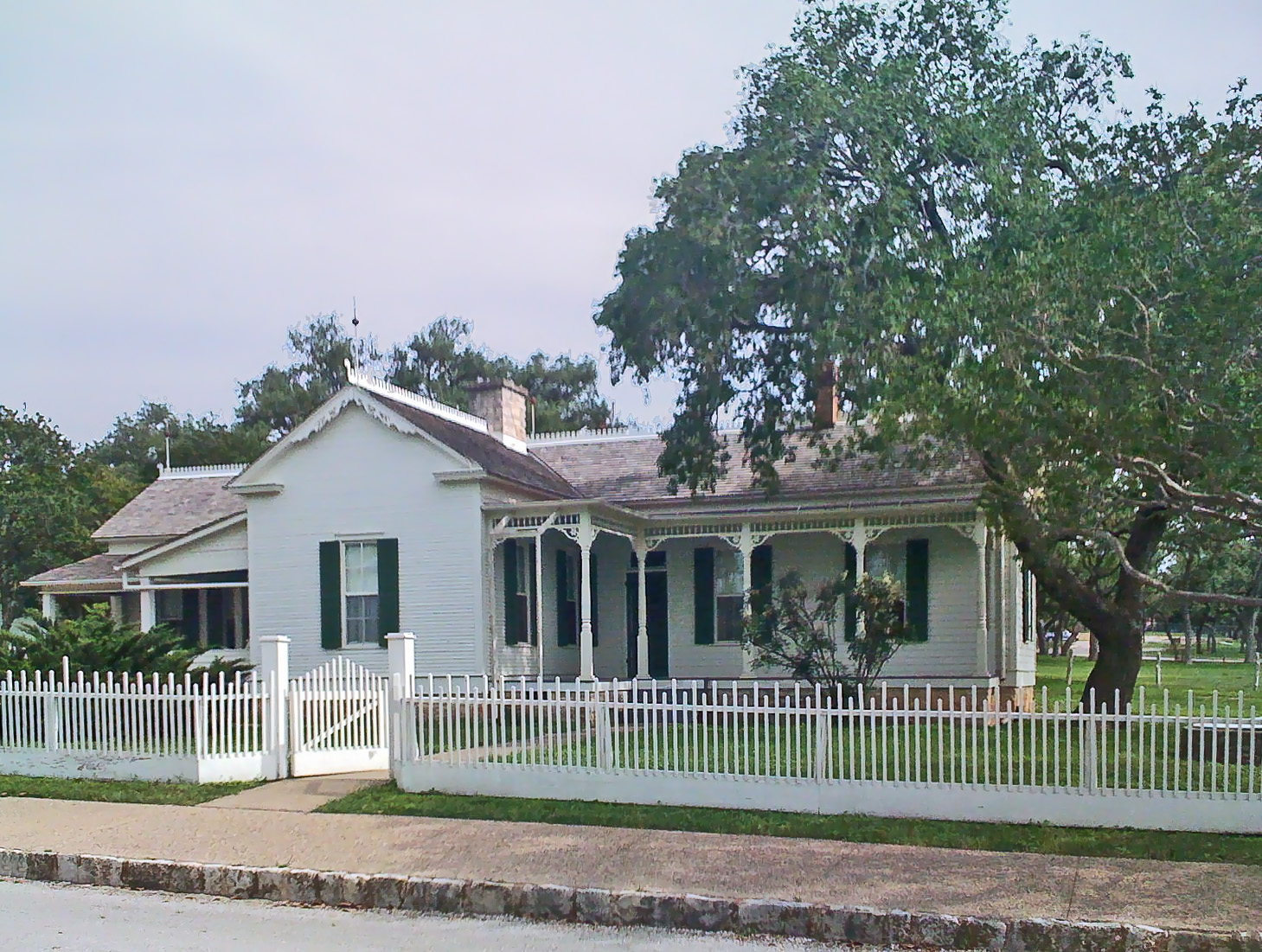
Frontfassade Lyndon Baines Johnson Boyhood Home

Das Lyndon Baines Johnson Boyhood Home ist ein Wohnhaus in der texanischen Stadt Johnson City in einem National Historical Park. Hier wuchs der spätere US-amerikanische Präsident Lyndon B. Johnson auf.
Das im Zentrum der Kleinstadt gelegene Haus wurde 1886 errichtet und 1901 durch W. C. Russell, dem Sheriff des Blanco County, zu seiner heutigen Gestalt erweitert. Die Fassade weist einfache klassische Elemente und dekorative Ortgänge aus gefrästem Holz auf. Jeder Flügel des Hauses ist einen Raum tief, um eine ausreichende natürliche Beleuchtung und Belüftung zu gewährleisten. Über die Jahre erfuhr es durch den Anbau von Veranden kleine bauliche Änderungen.   
Johnsons Eltern Sam Ealy Johnson Jr. (1877–1937) und Rebekah Baines Johnson (1881–1958) erwarben im Jahr 1913 für die Summe von 2925 US-Dollar das Anwesen und die zugehörigen 7000 m² Farmland und zogen dort ihre fünf Kinder auf. Der älteste Sohn, Lyndon Baines, lebte von seinem fünften Lebensjahr an in dem Haus, bis er 1924 die High School abschloss. Im März 1937 startete er auf der östlichen Veranda die Wahlkampagne für seinen Einzug in das Repräsentantenhaus, der Grundlage für seine politische Karriere und seinen Aufstieg bis in das Präsidentenamt wurde.
Als Wirkungsstätte eines bedeutenden Amerikaners wurde das Haus am 23. Mai 1966, zweieinhalb Jahre nach dem Amtsantritt Johnsons als Präsident, zur National Historic Landmark erklärt. Mit der nahe gelegenen Lyndon Baines Johnson Ranch, dem Lyndon Baines Johnson Library & Museum, seinem Geburtshaus und anderen Gebäuden mit biographischen Bezügen gehört Lyndon Baines Johnson Boyhood Home als Contributing Property zum Lyndon B. Johnson National Historical Park. Dieser wurde im Dezember 1969 geschaffen und in das National Register of Historic Places eingetragen.